# フラ・ディアヴォロ

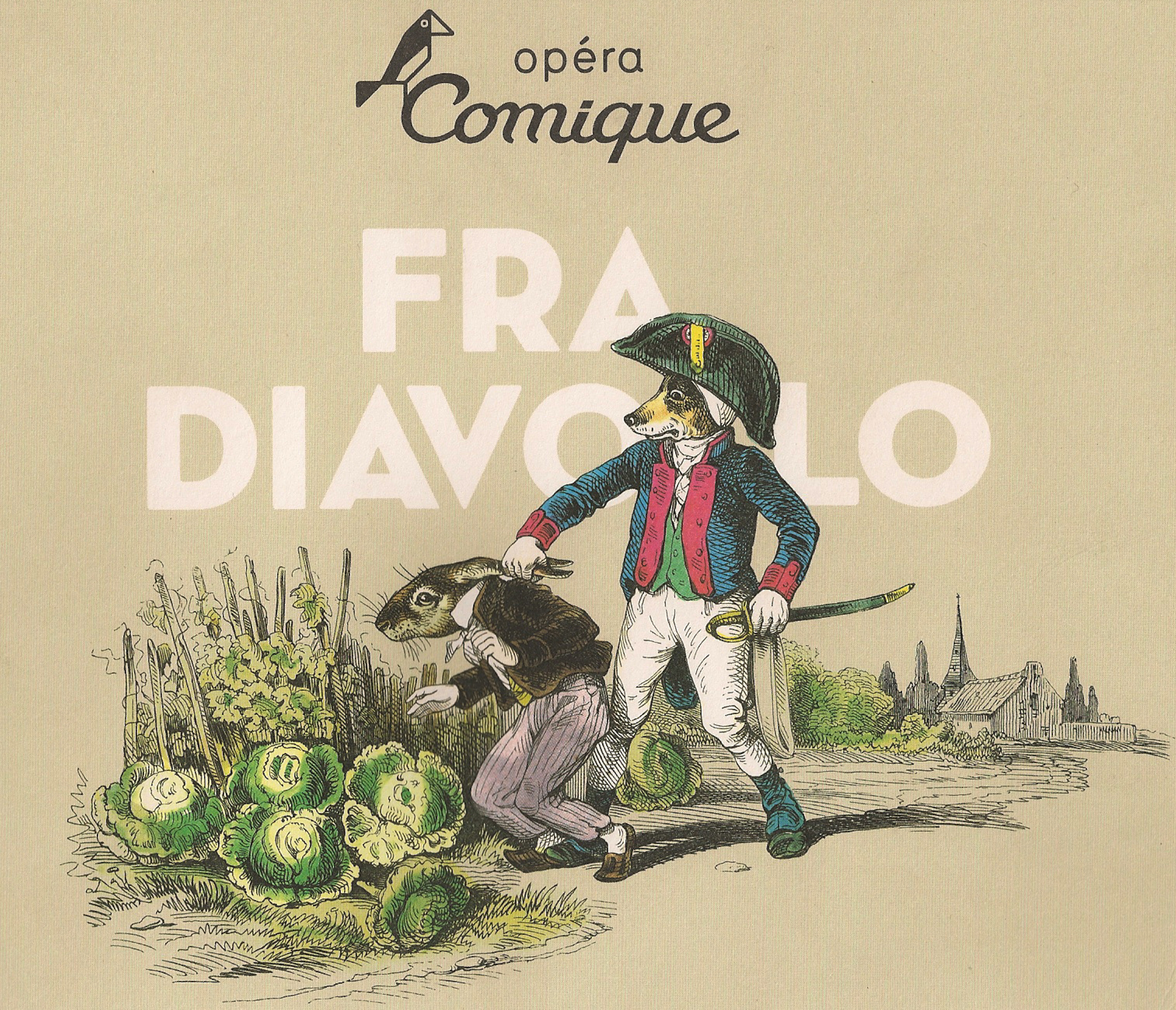
2009年のパリ・オペラ＝コミック座での蘇演時のポスター

『フラ・ディアヴォロ』（フランス語: Fra Diavolo, ou L'hôtellerie de Terracine)、『フラ・ディアボロ』とも表記される）は、原題は『フラ・ディアヴォロまたはテッラチーナの館』、ダニエル＝フランソワ＝エスプリ・オベールの1830年1月28日にパリのオペラ＝コミック座で初演された全3幕からなるオペラ・コミックである。初演から大成功したオベールの代表作で我が国でも浅草オペラ時代から親しまれてきた名曲で、オベールのオペラ・コミック中随一の傑作である。

## 概要

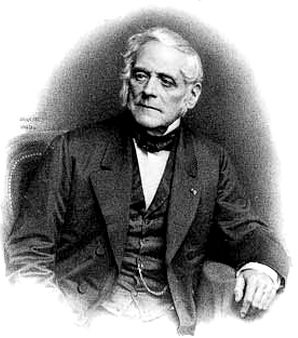
オベール

19世紀におけるフランスのオペラ・コミックの典型的な作品であるこの『フラ・ディアヴォロ』は広く世界に知られるとともに、オベールの名声を高めた作品である。1912年までにオペラ＝コミック座で897回再演され、1918年のゲテ・リリック座での上演がパリでの最後となるが、フランスの様々な地方および外国ではこの作品は今日も上演され続けている。序曲とともに第1幕のゼルリーヌのバラード〈岩にもたれた、ものすごい人は〉 （Voyez sur cette roche）は特に有名である。
イギリス初演は1831年 2月16日、ロンドンのドルリー・レーン劇場にて、アメリカ初演は1831年 9月16日 にニューオリンズ歌劇団によって フィラデルフィアのチェスナット・ストリート劇場にて行われた。出演はサン＝クレール、サン＝トーバン、プリヴァらであった。
「オベールは1828年にグランド・オペラの幕開けとなる『ポルティチの娘』で大成功を収めたが、その後、自分の得意分野であるオペラ・コミックに戻って、このオペラを書いた。この作品はオペラ・コミックの規範とされた」。『フラ・ディアヴォロ』の他のオベールのオペラ・コミックの代表作には『青銅の馬』（1835年）、『黒いドミノ』（1837年）、『王冠のダイヤモンド』（1841年）、『マノン・レスコー』（1856年）などがある。
本作を原型とする盗賊を扱ったロマンチック・オペラはエロルドの『ザンパ』（1831年）やヴェルディの『群盗』（1847年）を経て、パロディ化されてオッフェンバックの『盗賊』（1869年）やウィリアム・S・ギルバートの『ペンザンスの海賊』（1879年）に連なる。

## 音楽
オペラ研究家の岸純信は「オベールはコミカルな楽想を得意とした。良くも悪くも、音楽にただよう《軽さ》が彼の個性である。－中略－また、覚えやすい旋律美と、軽快かつ敏捷なテンポも魅力の中心をなすものだろう。『青銅の馬』の序曲の漲る勢いの良さや『フラ・ディアヴォロ』の青年ロランゾのロマンス「いつまでも、と彼女は言った」の簡潔なまとめ方など短距離走のごとき瞬発力を放つオベールの筆は、心地よく聴き手の耳を刺激する。－中略－オベールのオペラは〈最も劇的な瞬間に最も透明な響きをもたらすもの〉と思えてならない」と語る。『オペラ史』を著したD.J. グラウトも「オベールの音楽のスタイルはオペラ・コミックには非常に相応しく、軽快で、旋律は豊かで、小味が効いていて、勿体ぶったところがない」と指摘している。 
オベールは『ポルティチの娘』の後は、より小規模なオペラ・コミックへと向かいオペラ＝コミック座に新たな息吹を与えたのだった。

## リブレット

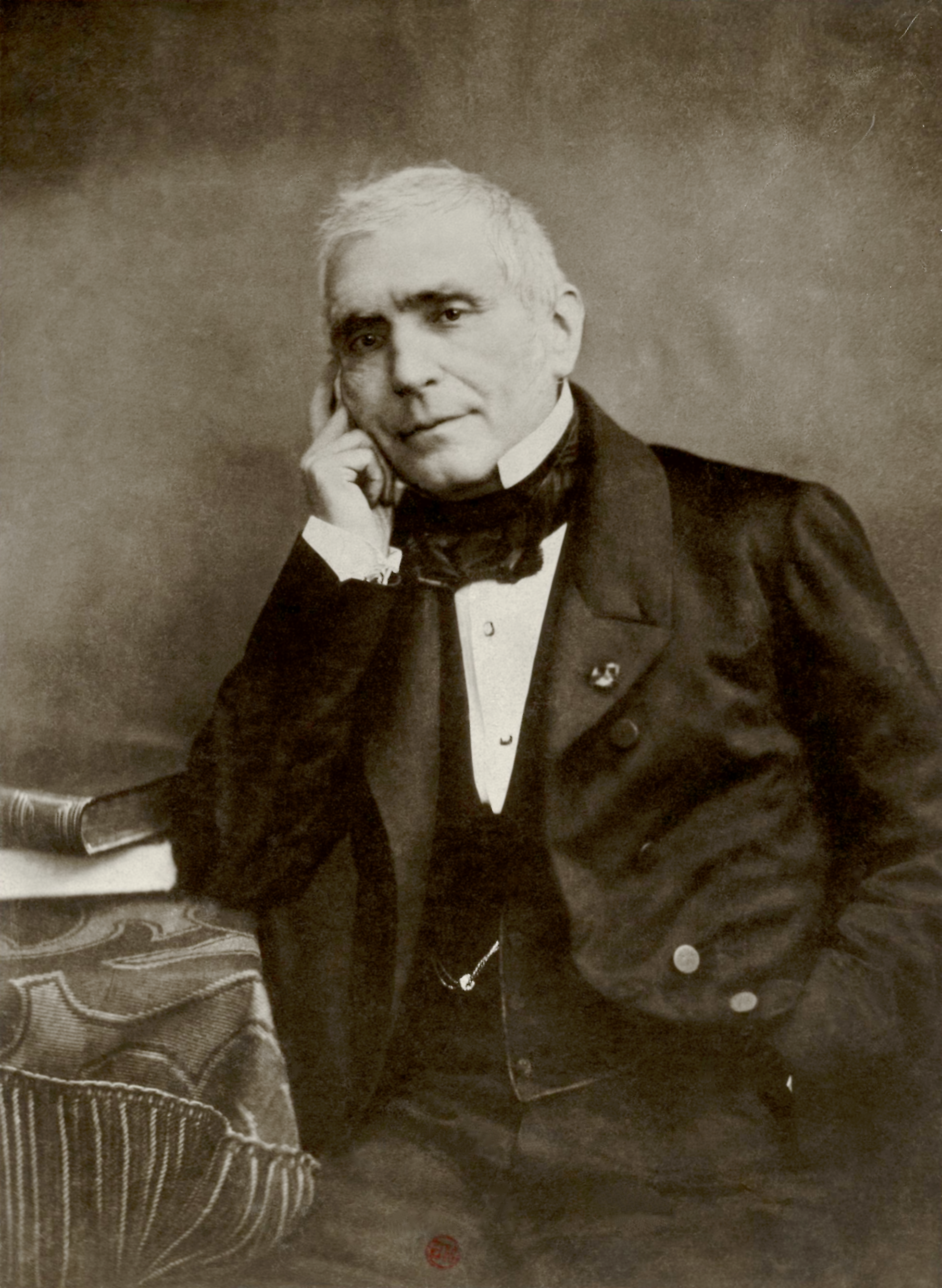
ナダールによるスクリーブ

リブレット は ウジェーヌ・スクリーブのフランス語のものによる。物語そのものは、スクリーブの制作ではない。すでに1793年に発表されたジャン＝フランソワ・ル・スュールの『洞窟』の素材となっており、その後も舞台劇の形で愛好されていた。スクリーブの巧みな脚色がこのオペラの成功の遠因となったことは見逃せない。フラ・ディアヴォロ〈悪魔の兄弟〉は1771年生まれのミケーレ・ペッザという実在の人物。ルッフォ枢機卿およびナポリ王妃マリア・カロリーナに雇われたフラ・ディアヴォロは1800年頃、カラブリアの盗賊一団を率いてフランス占領軍と戦ったが、詩人ヴィクトル・ユーゴーの父ユーゴー将軍に捕らえられ、1806年にナポリで絞首刑となった。このような歴史的事実にとらわれず、脚本家スクリーブは、恐ろしいと言うよりもおもしろく魅力的な盗賊像を作り出している。なお、オペラ・コミックは曲間に台詞を含むことが基本となっており、後に変化するが、ハッピーエンドが長らく不文律であった。

## 日本での受容
日本初演は浅草オペラによって1919年 3月2日に沢モリノらの出演で、日本館にて上演された。小松耕輔が物語性、芝居としてのテンポの良さを重視した日本語訳と脚色を施した。岸純信によれば、本作の〈岩にもたれた、ものすごい人は〉（Voyez sur cette roche）を原曲とした『ディアボロの歌』は往年の名テノール田谷力三が得意とした一曲で、短調と長調が入り混じり、聴く者を不思議な心地にさせる人気のメロディで、本来は女声のソロだが、田谷の持ち歌になっていた。2007年2月には、新国立劇場によって、田尾下哲による日本語訳と演出と城谷正博の指揮で、蘇演されている。

## 登場人物
| 人物名                                   | 声域         | 原語          | 役柄                                 | 1830年1月28日初演時のキャスト 指揮者： アンリ・ヴァレンチノ             |
| ---------------------------------------- | ------------ | ------------- | ------------------------------------ | ----------------------------------------------------------------------- |
| フラ・ディアヴォロ                       | テノール     | Fra Diavolo   | 盗賊の首領、サン・マルコ侯爵と名乗る | ジャン=バティスト・ショレ （Jean-Baptiste Chollet）                     |
| ゼルリーヌ ツェルリーナ（イタリア語版）  | ソプラノ     | Zerline       | マテオの娘                           | ジュヌヴィエーヴ=エメ=ゾエ・プレヴォスト （Geneviève-Aimé-Zoë Prévost） |
| コックバーン卿 （オールキャッシュ卿）    | バリトン     | Lord Cockburn | イギリス人旅行者                     | フェレオル                                                              |
| パメラ夫人                               | メゾソプラノ | Lady Pamela   | コックバーグ卿の妻                   | ブランジェ                                                              |
| ロランゾ ロレンツオ（イタリア語版）      | テノール     | Lorenzo       | 竜騎兵の隊長                         | モロー＝サンティ                                                        |
| マテオ                                   | バス         | Mathéo        | 宿屋の主                             | フランアソワ=ルイ・アンリ （ François-Louis Henry）                     |
| ジャコモ                                 | バス         | Giacomo       | 盗賊                                 | ファルゲイル                                                            |
| ベッポ                                   | テノール     | Belnie        | 盗賊                                 | ベルニー                                                                |
| 農夫                                     | テノール     | Un paysan     | －                                   | －                                                                      |
| 兵士                                     | テノール     | Un soldat     | －                                   | －                                                                      |
| フランセスコ                             | 黙役         | Francesco     | 裕福な農夫                           | －                                                                      |
| ジャン=ジャック                          | 黙役（合唱） | Jean-Jacques  | コックバーグ卿の付き人               | －                                                                      |
| ジョン                                   | 黙役（合唱） | John          | マテオの付き人                       |                                                                         |
| 合唱：住民たち、兵士たち、宿屋の小姓たち |              |               |                                      |                                                                         |

## 楽器編成

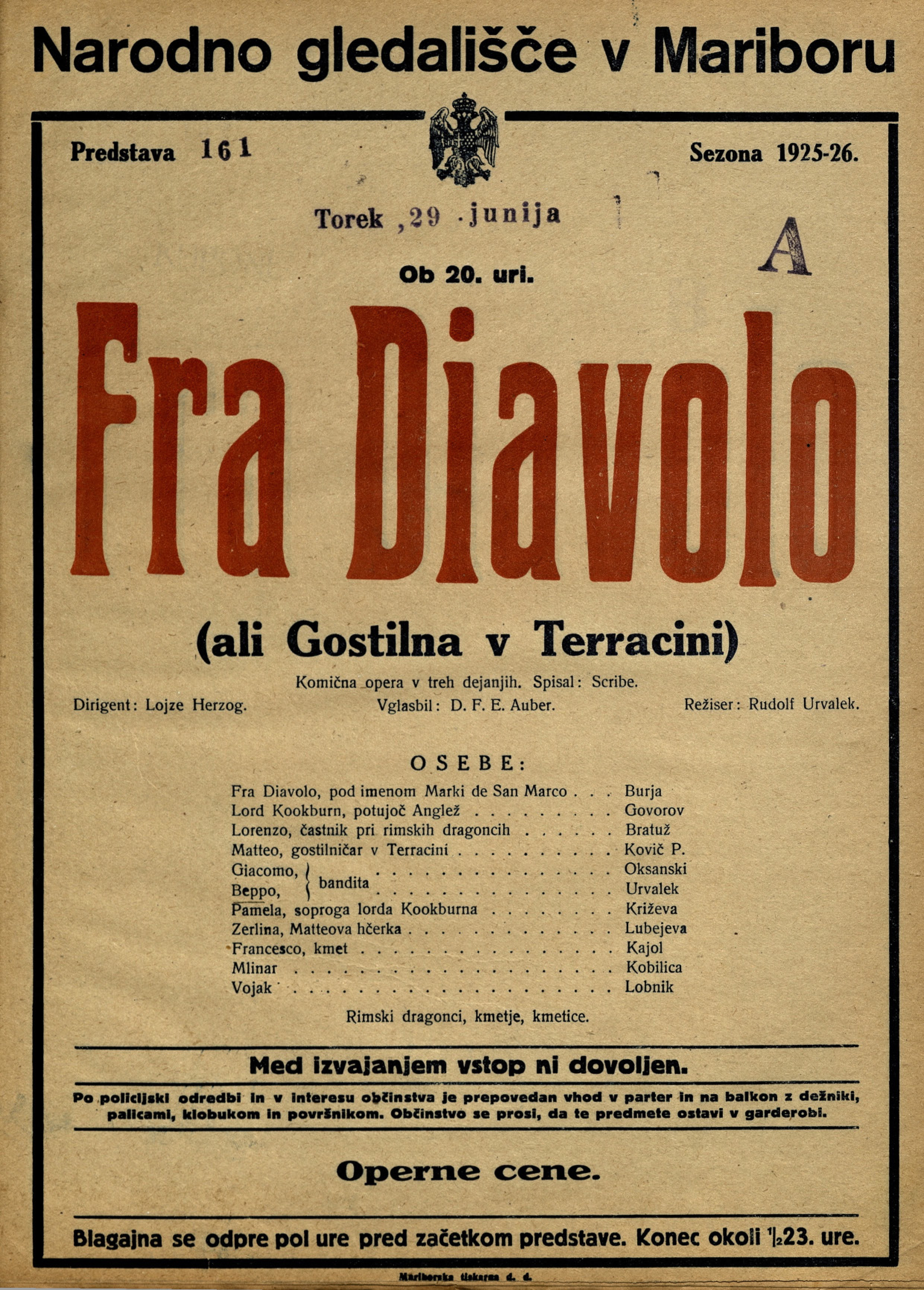
1926年のマリボール国立劇場でのフラ・ディアヴォロのポスター

- 木管楽器: フルート2、オーボエ2、 クラリネット2、 ファゴット2
- 金管楽器: ホルン4、 トランペット2、 トロンボーン3
- 打楽器: ティンパニ1、 バス・ドラム、 小太鼓、鐘、トライアングル
- 弦楽五部

## 上演時間
第1幕:約50分、第2幕:約35分、第3幕:約30分、全幕で約１時間55分

## あらすじ
時と場所： 1830年代のイタリアのテッラチーナ

### 第1幕
テッラチーナの近くの宿屋の庭先

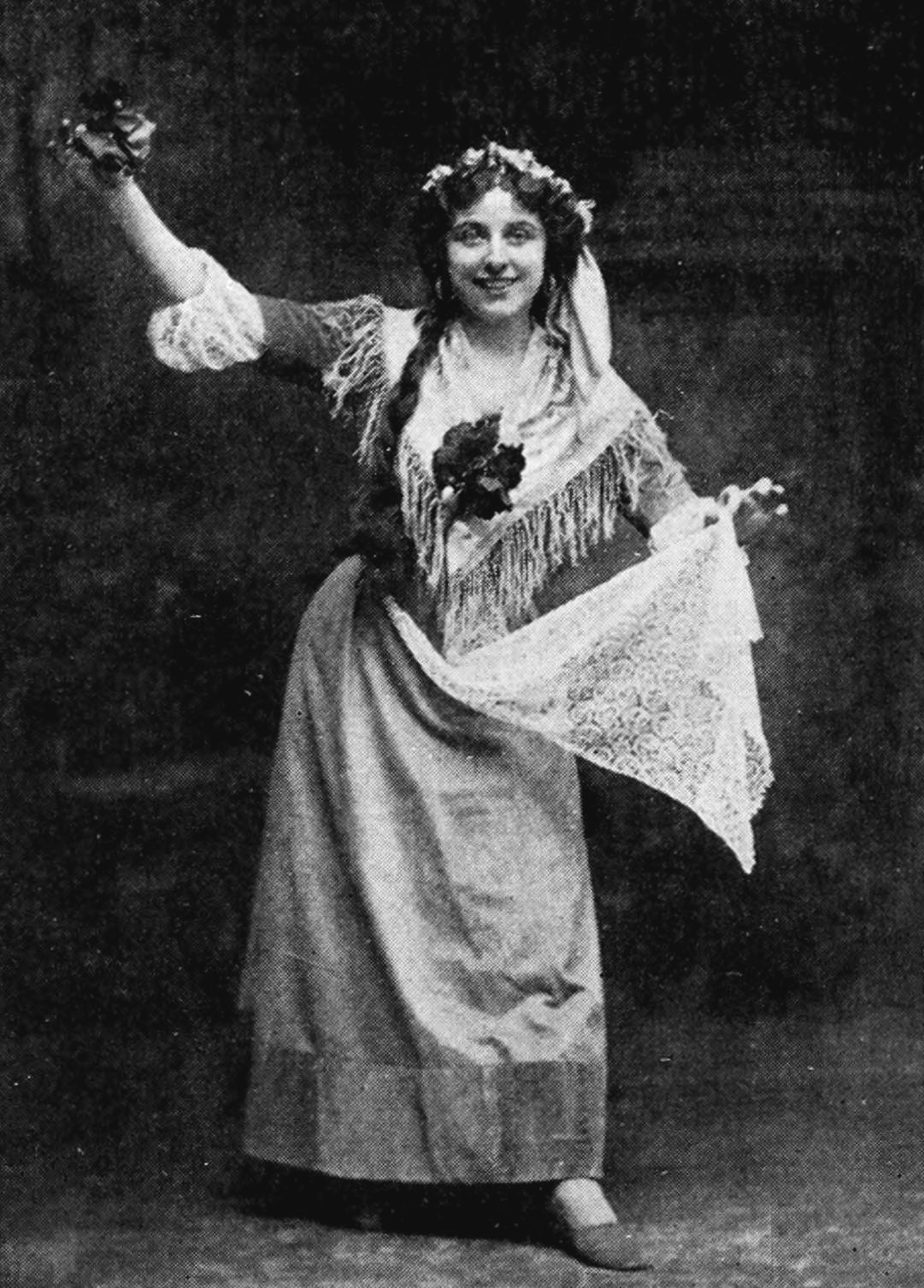
ゼルリーヌを演じるジェラルディン・ファーラー

兵隊たちが酒を飲んで、騒いでいる。兵隊たちはこれから盗賊のフラ・ディアヴォロを捕らえに行くことになっている。しかし、隊長のロランゾだけはさっぱり元気がない。ロランゾはここの宿屋の一人娘ゼルリーヌと愛し合っているのだが、父親のマテオが貧乏な兵隊などに娘は嫁にやれないと言い、隣村の金持ちの息子フランセスコを養子に迎えることを決めてしまったからなのである。明日は婚礼の日なのに、娘は大人しく父親の言いつけ通りしそうな雰囲気なのだ。そこに、ゼルリーヌが現れ、望みは最後まで捨てないと言う。そこへ、イギリス人の旅行者コックバーグ卿夫妻が血相を変えてやってくる。二人は全財産を手にして駆け落ちをしていたのだったが、運悪く途中で追剥ぎにあって、身ぐるみ剥がれてしまったのだった。宝石や衣装をすべて盗まれてしまった夫人のパメラはもうこんな国を旅するのは嫌だと叫ぶ。コックバーグ卿も憤慨し、気が動転している様子。そこで、ロランゾは時を移さず、兵を率いて追剥ぎの追跡に向かうことにする。ロランゾたちはこれこそフラ・ディアヴォロ一味の仕業に違いないと確信したのだった。コックバーン卿は宿屋の主からロランゾは金がないためゼルリーヌと結婚できないのだと言う話を聞き、それならもし、追剥ぎから盗まれた金品を取り戻してくれたら、多額の謝礼を払おうと言う。夫人はそんなことは当たり前だと言う。そもそも今回追剥ぎにあったのは夫が本街道を外れて、裏街道に入ったからだと夫を非難するのだった。これに対して、夫は虫の好かない伊達男がお前にしきりに色目を使うから、あの男をまいてやろうと思ったからだと言い訳をする。ゼルリーヌがロランゾに気を付けるように言うが、ロランゾは不機嫌そうに、どうせお前は明日ほかの男と結婚してしまうのだから、命なんてどうでもいいと言い残して、出発するのだった。入れ替わりに、サン・マルコ侯爵と名乗る男が立派な馬車でやってくる。道中でたびたび見かけたきざな男とコックバーン卿は考えるが、夫人の方は格別警戒心を持たず再会を喜ぶ。ゼルリーヌはこの男があまりに夫人に馴れ馴れしくするので、怪しむ。宿屋の主は上客に違いないと思い込み、〈五重唱〉「止まる乳母車」（Un landau qui s'arrête）となって各々の想いを歌う。夫婦は部屋に案内されて、立ち去る。マテオは娘のゼルリーヌに今夜は花婿を迎えに行くから、英国人夫妻の夕食の給仕は頼むよと言う。ゼルリーヌが夕食の準備をしていると、侯爵が近寄って来て、先ほどの英国人は随分しけた様子だったが、何かあったのかと問う。

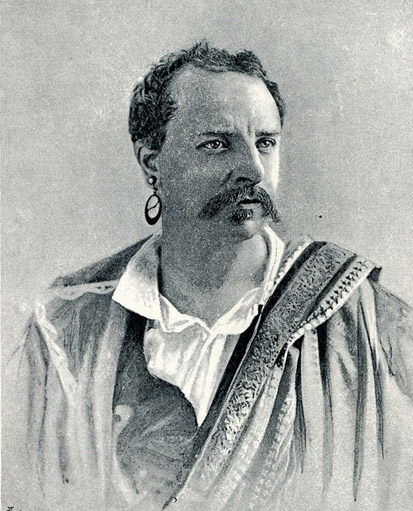
フラ・ディアヴォロを演じるチャールズ・スタンリー

ゼルリーヌはこの界隈ではフラ・ディアヴォロという山賊の一味がよく出没するのだが、なかなか捕まらず、あの英国人夫妻も一味に襲われたらしと説明し、〈ディアヴォロの歌〉「岩にもたれた、ものすごい人は」（Voyez sur cette roche ce brave à l'air fier et hardi!）を歌い、恐ろしい盗賊だが女にはもてると説明する。そこに、ジャコモとベッポが巡礼者の出で立ちで一夜の宿を求めてやってくる。侯爵は二人の宿代を払ってやる。実は二人はフラ・ディアヴォロの手下なのである。マテオは外出し、ゼルリーヌも父を見送りに出て行くと、侯爵は二人に今日の首尾を聞くと、二人が盗んだものの中にはナポリ銀行に持っていくはずの大金は入っていなかったと言うので、怒り出す。侯爵はこうなったら、パメラから大金のありかを聞き出すしかないと言い、二人の手下を下がらせる。　そこへ、パメラ夫人が酒を取りにやってくるので、侯爵はマンドリンを弾きながら、〈バルカロール〉を歌い、彼女に言い寄るとパメラが夫はオセロのように嫉妬深いと言い返す。妻がなかなか戻らないので、コックバーグ卿が様子を見に来ると、パメラ夫人は歌の練習をしていたと言いつくろい、〈三重唱〉「ええ、私はポンチを注文するわ」（Oui, je vais commander le punch à vous）となる。そこに、ロランゾが兵隊たちと戻って来て、盗賊を襲い、20名を逮捕し、宝石など盗難品の一部を取り戻したと言って、コックバーグ卿夫妻に返却する。夫妻は大変喜び、謝礼金を渡そうとするが、ロランゾは職務なので受け取れないと言うと、夫人はゼルリーヌにお金を渡す。ゼルリーヌはこれだけのお金があれば、父もロランゾとの結婚を認めてくれるだろうと喜ぶ。侯爵は手下たちが盗品を取り返さるという不手際に立腹する。ロランゾはまだ盗賊の首領を捕らえていないので、彼を捕まえに兵たちと共に出発する。皆は兵隊たちの手柄を喜びの合唱とともにフィナーレとなる。

### 第2幕
宿屋の内部、ゼルリーヌの部屋

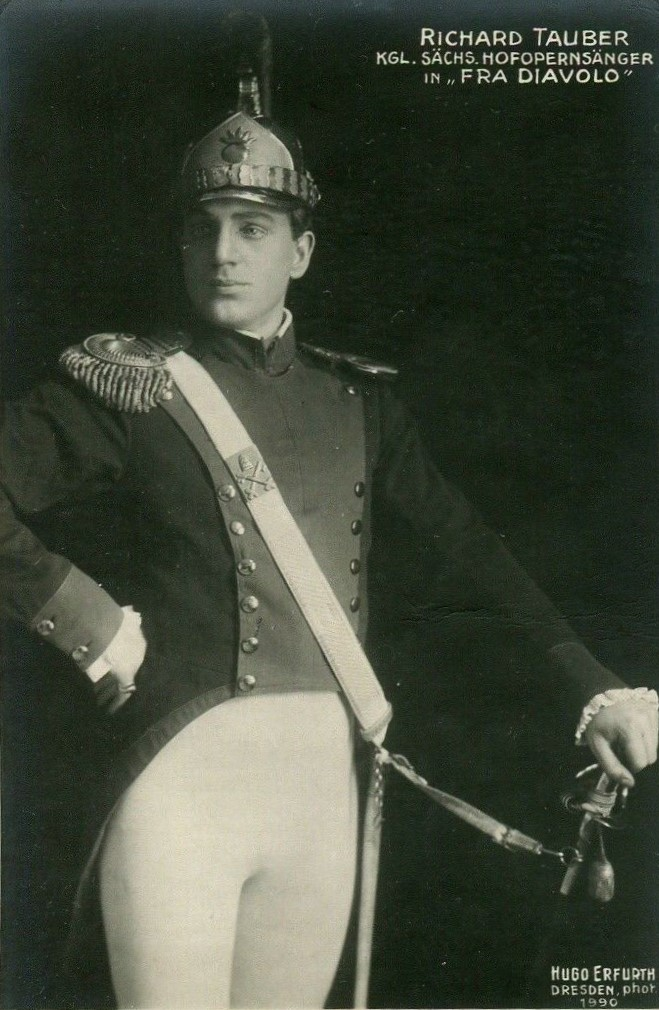
フラ・ディアヴォロに出演したタウバー

ゼルリーヌは英国人夫妻の部屋のベッドメイクをしながら、先ほどのことを思い出し、明日のことを思い描きつつ〈アリア〉「何という幸せ」（Quel bonheur je respire）を歌う。そこに、英国人夫妻がやって来る。夫は早く寝ようと言うが、夫人は明日もゼルリーヌの結婚式に出席して、ゆっくりしていきましょうと言う。ゼルリーヌは駆け落ちの途中でも夫婦喧嘩をするのかと呆れる。すると、コックバーグ卿は妻の首に肌身離さず、ずっとつけていたペンダントが無いのに気づく。パメラはきっとどこかに落としたに違いないと言う。ゼルリーヌはランプを灯して宿屋の内部を探しに行く。夫妻は自分たちの部屋に戻って行く。舞台に人がいなくなると、隠れていた侯爵が物陰から姿を現す。彼は〈バルカロール〉「若く美しいアニュエスはある夕べに塔で」（Agnès la jouvencelle, aussi jeune que belle, un soir à sa tourelle,）を歌うと、これを合図に二人の手下を部屋に招き入れる。ゼルリーヌが戻ってくると、3人は物陰に隠れる。ゼルリーヌは男たちが隠れているのも知らず、〈アリア〉「そうよ、ようやく明日結婚するのです」（Oui, c'est demain qu'enfin l'on nous marie.）を歌いながら、ベッドに入る。手下の二人は泥棒を働く前に、彼女をものにしてしまおうとはやるが、侯爵は彼らを制す。すると、突如として、ロランゾと兵隊たちが戻って来る。ゼルリーヌが戸を開けに行くと、その間に侯爵は手下の二人を窓から逃がす。しかし、彼が戻ろうとした時に、ロランゾと物音で目を覚ましたコックバーグ卿に見つかってしまう。侯爵は二人になぜこの時刻にこんなところにいるのかと問われると、苦し紛れに恋の秘密は男としては口外することはできないとただならぬことを言う。コックバーグ卿は妻を浮気女と思い込み、ロランゾはゼルリーヌを裏切り者と思い込み、結婚は取りやめだと言い、侯爵に決闘を申し込む。パメラとゼルリーヌは男たちが証拠もなく、自分たちを疑うのが解せない。侯爵と手下はこの場を上手く切り抜けたことに得意になる。侯爵は素知らぬ顔で宿屋からたちさるのだった。

### 第3幕
マテオの宿屋付近の街道筋

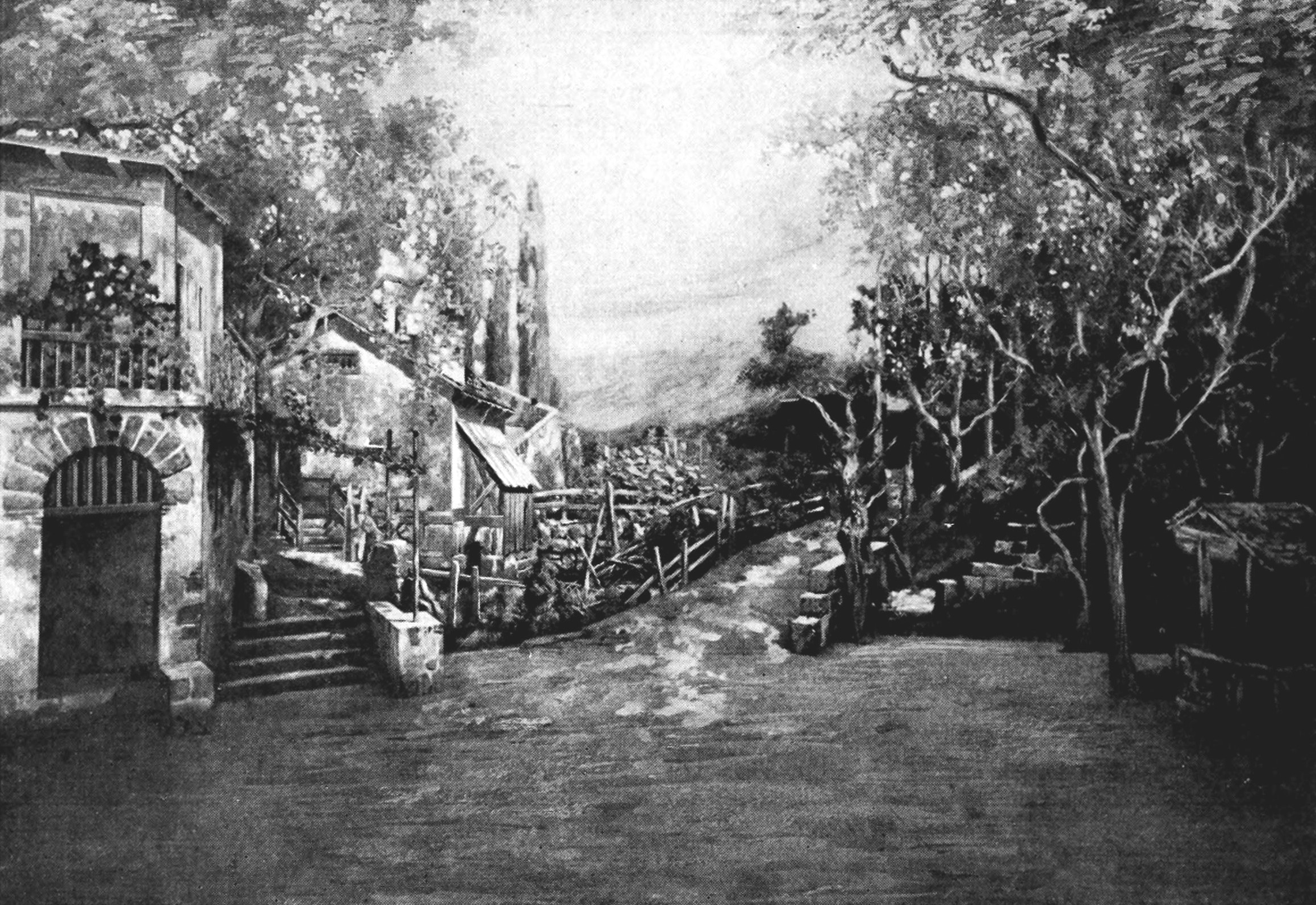
3幕の情景

侯爵はもはや正体を表して、盗賊の首領フラ・ディアヴォロとなっており、山から下りて来て〈アリア〉「見えるぞ、我が旗の下を行進する者が」（Je vois marcher sous ma bannière des gens de coeur, de vrais amis.）を歌う。復活祭の朝なので、村人が着飾って集まってくる。加えて、フランセスコとゼルリーヌの結婚式が執り行われるとあって、マテオは上機嫌である。マテオがフランセスコを連れた行列がやってくる。ベッポとジャコモもこの村人の行列の中に潜んでいる。フラ・ディアヴォロは大木のほこらに手下への手紙を残して立ち去る。マテオたちの行列が到着すると、宿屋では踊りが踊られる。ベッポとジャコモも宿屋に到着するが、盗賊の首領がいないので、かねてよりの打ち合わせ通り、大木のほこらの手紙を読む。そこにはロランゾが盗賊狩りに出かけ、花婿と花嫁が教会に入り、村に人影が亡くなったところで、隠者の庵の鐘を鳴らせと書いてある。その間に、フラ・ディアヴォロの一味が英国人夫妻を襲うつもりなのである。決闘の時が迫ってくる。ロランゾはゼルリーヌの裏切りを嘆きながら、〈ロマンス〉「私はあなたのものよ、といつも彼女は言っていたのに」（Pour tonjours, toujours, disait-elle, je suis à toi）と歌い、口惜しさと未練を吐露する。

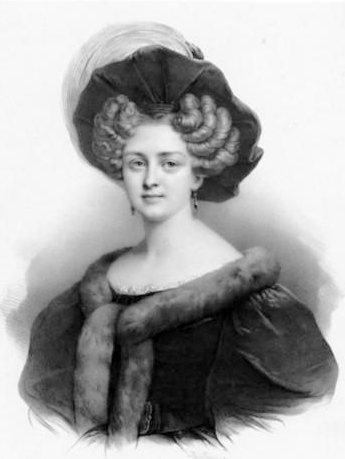
初演でゼルリーヌを創唱したゾエ・プレヴォスト

そこに、ゼルリーヌがやって来て、今プロポーズしてくれないと、一生他の男の人のものになってしまうと言うが、誤解の解けないロランゾはプロポーズしようとしない。婚礼の準備が進められる中、ロランゾは部下に7時間たっても自分が戻らないときは、自分に代わって部隊の指揮を執るようにと伝える。ゼルリーヌは彼の言葉を盗み聞きすると、ロランゾが何か危険を冒そうとしているのだと察する。朝から酒を飲んで酩酊状態のベッポは彼女が昨夜の娘だと気づき、彼女が歌っていた歌を口ずさむ。それを聞いたゼルリーヌはこの男は昨晩自分の部屋に入ってきた男だと感づいて、皆に彼らを捕まえてと叫ぶ。二人を捕らえたロランゾはフラ・ディアヴォロを知っている農夫を呼び寄せて、確認を依頼するが、フラ・ディアヴォロ本人ではないと言う。やむなく、身体検査をしてみると短剣と例の手紙が見つかり、フラ・ディアヴォロの一味であることが判明する。ロランゾはフラ・ディアヴォロを罠にかけるため、隠者の庵の鐘を鳴らさせ、兵士たちは物陰に隠れてベッポとジャコモだけを残す。すると、指示した時刻になったのでフラ・ディアヴォロは悠々と他の手下も連れて現れる。その時はすでに兵士たちが周囲を取り囲んでおり、盗賊たちは一網打尽にされてしまう。パメラ夫人は自分たちが狙われていたことを知り、侯爵はフラ・ディアヴォロが変装していたことを知って今さらのように驚愕する。ロランゾの一発でフラ・ディアヴォロは死に村人たちはこれで不安が無くなったと喜びの大合唱で、ハッピーエンドとなる。

## 主な録音・録画
| 年   | 配役 フラ・ディアヴォロ ゼルリーヌ ロランゾ コックバーグ卿 パメラ夫人 マテオ                                                      | 指揮者、 管弦楽団および合唱団                                                                  | レーベル                                        |
| ---- | --- | ---------------------------------------------------------------------------------------------- | ----------------------------------------------- |
| 1955 | セルゲイ・レメシェフ ニーナ・グセリニコヴァ アンドレイ・ソコロフ パヴェル・ヴォロヴォフ エレーナ・グリボヴァ ワシリー・ブルブノフ | ボリス・ハイキン ボリショイ劇場管弦楽団 ボリショイ劇場合唱団                                   | CD:CANTUS LINE ASIN: B000EGCVB6 ロシア語歌唱    |
| 1981 | ダノ・ラファンティ ルチアーナ・セッラ アルド・ベルトーロ ネルソン・ポルテッラ マルティーヌ・デュピュイ ジョルジォ・タデオ         | アルベルト・ゼッダ マルティーナ・フランカ管弦楽団 ケンブリッジ大学室内合唱団                   | CD: Fonit Cetra ASIN: B0000045GE イタリア語歌唱 |
| 1983 | ニコライ・ゲッダ マディ・メスプレ ティエリー・ドラン レミー・コラッザ ジャーヌ・ベルビエ ジュール・バスタン                       | マルク・スーストロ モンテカルロ・フィルハーモニー管弦楽団 ジャン・ラフォルジュ声楽アンサンブル | CD: EMI ASIN: B000009K9P                        |